# Apodanthera anatuyana
Apodanthera anatuyana là một loài thực vật có hoa trong họ Cucurbitaceae. Loài này được (Mart.Crov.) Pozner mô tả khoa học đầu tiên năm 1996.